# Vernonia lavandulifolia
Vernonia lavandulifolia là một loài thực vật có hoa trong họ Cúc. Loài này được Muschl. ex De Wild. miêu tả khoa học đầu tiên năm 1913.